# Devon rex
Devon Rex – rasa kota, która pojawiła się w Anglii w 1960 roku. Jest znana z dziwnego, niecodziennego wyglądu. Koty tej rasy są kotami towarzyskimi. Najlepiej czują się w towarzystwie innego kota, najlepiej przedstawiciela tej samej rasy. Uwielbiają się przytulać.

## Historia

### Odkrycie rasy
Rasa Devon Rex jest stosunkowo młoda. W 1960 roku pojawiła się w Buckfastleigh w hrabstwie Devon rasa kota z rzadkim, pofalowanym futerkiem, podobnym do powstałej 10 lat wcześniej rasy Cornish Rex. Beryl Cox, miłośniczka kotów, zobaczyła po raz pierwszy na terenie nieczynnej kopalni cyny dziwnego kocura o pofalowanej sierści. Po jakimś czasie jedna z kotek urodziła kocięta. W miocie tym był dymny kocurek z kędzierzawym futerkiem Kirlee. Wyrósł na kocura o interesującym wyglądzie oraz o psim charakterze (chodził na smyczy, machał ogonem). W miotach Kirlee i kotek domowych zdarzały się kotki z kręconym futerkiem. Kocura skojarzono z jego własną kędzierzawą córką i to był początek nowej rasy Devon Rex. Koty te krzyżowano jeszcze z kotami burmańskimi i brytyjskimi celem rozszerzenia materiału hodowlanego. Od 1965 r. koty Devon Rex zaczęły się pokazywać na angielskich wystawach kotów, a w 1967 roku zostały uznane jako odrębna rasa przez organizację felinologiczną GCCF.

### Pokrewieństwo
Początkowo sądzono, że koty Cornish Rex i Devon Rex są spokrewnione. Pani Cox skontaktowała się z panią Stirling-Webb, właścicielką kota Kalibunker – pierwszego Cornish Rexa. Pokryły córkę Kalibunkera kocurkiem Kirlee i urodził się
miot kotów domowych z gładkim futerkiem, co potwierdziło tezę, że za okrywę obu ras odpowiadają różne geny.

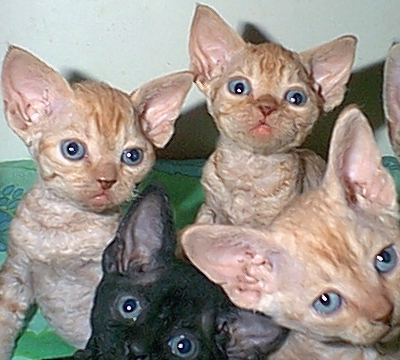
Kocięta Devon Rex

## Wygląd
Jest kotem o drobnej i szczupłej budowie, w typie orientalnym. Często nazywa się go „kotem-pudlem” lub „kosmitą” ze względu na wielkie i głęboko osadzone uszy, pokryte delikatnym futerkiem. Głowa jest krótka, w kształcie klina, z odstającymi policzkami, krótka mordka z mocnym podbródkiem, nos krótki z wyraźnie zaznaczonym stopem, czoło przechodzące w płaską czaszkę. Oczy wielkie i szeroko rozstawione, w formie migdałków. Inaczej jak u pozostałych ras kotów, wąsy i brwi są poskręcane, króciutkie lub średniej długości. Devony mają sierść bardzo krótką, miękką i falistą, zdarzają się też włosy ościste, występującą we wszystkich kolorach. Ciało jest mocne, ale drobnej budowy i średniej wielkości. Zarówno szyja, nogi jak i ogon są bardzo długie i szczupłe.